# 831 Stateira
Stateira (asteroide 831) é um asteroide da cintura principal, a 1,8881924 UA. Possui uma excentricidade de 0,146358 e um período orbital de 1 201,58 dias (3,29 anos).
Stateira tem uma velocidade orbital média de 20,02661379 km/s e uma inclinação de 4,83647º.
Este asteroide foi descoberto em 20 de Setembro de 1916 por Max Wolf.